# Pirâmide Carstensz
A Pirâmide Carstensz (ou Puncak Jaya, em indonésio) é o ponto culminante da Oceania, situando-se na ilha da Nova Guiné, mais precisamente na província indonésia da Papua. A sua altitude é de 4884 m. É a nona montanha do mundo em ordem de proeminência topográfica e a mais alta montanha numa ilha. Aparentemente é e devido ao degelo dos glaciares ocorrido em meados do século XX e que ainda continua, o que fez com que o Ngga Pulu perdesse altitude e seja agora um sub-pico do Puncak Jaya.
Recebe o seu nome em homenagem ao explorador neerlandês Jan Carstenszoon, o primeiro europeu a avistar a montanha e os seus glaciares em 1623.
A escalada desta alta montanha exige autorização do governo da Indonésia. O topo não tem geralmente gelo mas existem glaciares nas encostas.

## A questão dos sete cumes
O norte-americano Dick Bass teria sido, em 30 de abril de 1985, o primeiro a escalar todos os picos mais altos de cada continente. A lista dele, no entanto, inclui o monte Kosciuszko (com 2228 m), que é o ponto culminante da Austrália, como se esse país fosse um continente, descartando qualquer outra montanha da Oceania.
Essa visão dos sete cumes é bastante discutida e haveria praticamente o mesmo número de alpinistas a atingirem os sete cumes incluindo o Kosciuszko quanto a cumprirem esta marca escalando, ao invés da montanha australiana, a Pirâmide Carstensz, que é o ponto culminante de toda a Oceania.
Tem se tornado comum também a escalada de ambas as montanhas, mais as outras seis que indubitavelmente fazem parte da lista. O primeiro a obter este feito foi o canadense Pat Morrow, em 5 de agosto de 1986. No mesmo ano, em 3 de dezembro, o lendário alpinista italiano Reinhold Messner igualou a façanha de Morrow.
O alpinista brasileiro Waldemar Niclevicz foi o primeiro a ter completado os sete cumes escalando o Carstensz, em 1997 e em 2011 Manoel Morgado completou o projeto escalando o Kosciuszko. Entre os sul-americanos também o chileno Mauricio Purto teria alcançado a meta, em 1993, também escalando as seis montanhas mais o Carstensz, e não o monte Kosciuzko.

Mapa animado com o recuo dos glaciares na área do Puncak Jaya